# Ruapehu
El Ruapehu és un dels volcans més actius de Nova Zelanda, al Parc Nacional de Tongariro, a l'Illa del Nord. És, a més, la muntanya més elevada de l'esmentada illa, assolint una altitud de 2.797 m. Té un llac en el seu cràter. És compost en gran part d'andesita i la seva primera erupció va tenir lloc almenys fa 250.000 anys. En la seva història, les grans erupcions han tingut lloc amb uns cinquanta anys de diferència, el 1895, 1945 i 1995 - 1996. Les erupcions menors són més freqüents, generant tan sols petites caigudes de cendra i lahars, amb una xifra de seixanta des de l'any 1945. Als pendents de la muntanya Ruapehu es van rodar escenes de la trilogia cinematogràfica de El Senyor dels Anells, dirigida per Peter Jackson.